# Waldemar Wydmuch
Waldemar Wydmuch (ur. 12 maja 1928 w Hameln, w Niemczech, zm. 19 stycznia 2012 w Jeleniej Górze) – polski fotograf, fotoreporter. Członek założyciel, członek rzeczywisty oraz członek Zarządu Jeleniogórskiego Towarzystwa Fotograficznego.

## Życiorys
Waldemar Wydmuch absolwent Politechniki Wrocławskiej (1957), związany z dolnośląskim środowiskiem fotograficznym, od 1958 mieszkał i tworzył w Jeleniej Górze – fotografował od 1953 roku. Od początku lat 60. XX wieku jako fotoreporter współpracował z regionalną prasą – Nowiny Jeleniogórskie, Gazeta Robotnicza, Słowo Polskie. Był kuratorem pracowni fotograficznej Młodzieżowego Domu Kultury w Jeleniej Górze. Miejsce szczególne w jego twórczości zajmowała fotografia aktu, fotografia dokumentalna (głównie Jeleniej Góry w latach 60. i 70. XX wieku), fotografia krajobrazowa (w dużej części fotografia górska) oraz fotografia reportażowa.  
W 1961 roku był współzałożycielem ówczesnego Stowarzyszenia Miłośników Fotografiki Amatorskiej – obecnego (od 1974) Jeleniogórskiego Towarzystwa Fotograficznego, gdzie sprawował różne funkcje w Zarządach SMFA oraz JTF. 
Waldemar Wydmuch jest autorem i współautorem wielu wystaw fotograficznych; indywidualnych i zbiorowych. Od początku lat 60. XX wieku wielokrotnie uczestniczył w wystawach zbiorowych – krajowych i międzynarodowych (m.in. NRD), organizowanych przez Jeleniogórskie Towarzystwo Fotograficzne. Uczestniczył w wielu wystawach pokonkursowych; w Polsce i za granicą – otrzymując wiele akceptacji, medali, nagród i wyróżnień. 
Waldemar Wydmuch zmarł 19 stycznia 2012, pochowany 21 stycznia na starym cmentarzu komunalnym przy ulicy Sudeckiej w Jeleniej Górze. Jego fotografie znajdują się w zbiorach Muzeum Karkonoskiego w Jeleniej Górze oraz Muzeum Sportu i Turystyki w Karpaczu. W 2013 zbiory negatywów Waldemara Wydmucha zostały przekazane do jeleniogórskiej siedziby Oddziału Archiwum Państwowego we Wrocławiu – przez żonę fotografa, Beatę Wydmuch. Uroczystości przekazania towarzyszyła promocja albumu ze zdjęciami Jeleniej Góry, Karkonoszy, Wilna i innych miast, ludzi oraz wydarzeń jakie miały miejsce od 1959 do 1993 – Waldemar Wydmuch. Fotografia (Wydawnictwo Archiwum Państwowe 2013).

## Odznaczenia
- Odznaka honorowa „Zasłużony dla Kultury Polskiej” (2011)[6]

## Publikacje (albumy)
- Waldemar Wydmuch. Fotografia (Wydawnictwo Archiwum Państwowe 2013)[13][12][15]